# Cadran de berger

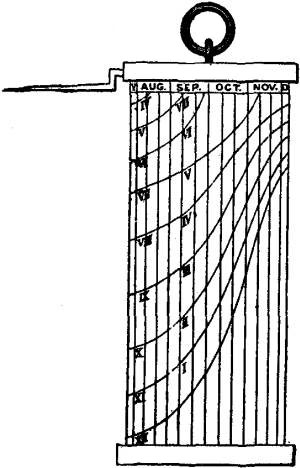
Cadran de berger (schéma)

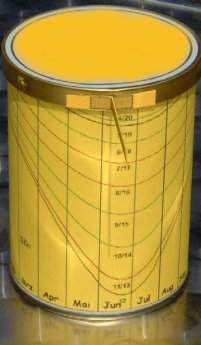
Cadran de berger (réalisation)

Un cadran de berger est un cadran solaire de hauteur, portable, permettant de lire l´heure sur une surface verticale.

## Fonctionnement
Un cadran de berger est un modèle de cadran solaire portatif constitué d´un cylindre d´une dizaine de centimètres de hauteur sur lequel figurent des courbes horaires (variables suivant les saisons et dépendant de la latitude) et d'une lame métallique qui, pendant le transport du cadran, est rangée à l'intérieur du cylindre et qui, en période d'utilisation, peut être placée en position horizontale sur le dessus du cylindre. Le cylindre peut être en bois ou en métal. Les graduations sont le plus souvent, soit imprimées sur un papier enroulé sur le cylindre, soit gravées directement sur celui-ci.
Pour lire l´heure, il faut procéder en trois temps :
1. d'abord faire tourner la lame sur le dessus du cylindre de façon qu'elle soit située en face de la date du jour,
2. puis tenir le cylindre bien verticalement (certains modèles disposent d'un fil permettant de suspendre le cylindre - comme on le fait lorsque l'on tient un fil à plomb)
3. et enfin orienter le cylindre vers le Soleil de façon que l'ombre de la lame soit verticale et donc aussi mince que possible.

L´extrémité de l'ombre de la lame sur le cylindre se trouve alors sur une courbe horaire correspondant à l´heure solaire (angle horaire du soleil) du moment, celle-ci permettant après correction d'obtenir l'heure légale officielle.
Un cadran de berger est conçu pour une latitude donnée. Il ne donne donc l'heure que si l'on ne s'éloigne pas trop du parallèle correspondant.

## Histoire
Le cadran de berger est très ancien dans son principe : un modèle de l'ancienne Rome a été retrouvé à Este près de Padoue (Italie) et remonte au premier siècle de notre ère. Il a été réinventé par la suite (par exemple par le moine Herrmann der Lahme (1013-1054)). Il est ensuite adopté par les bergers des Pyrénées (d’où son nom) au début du XXe siècle. Il se vendait pour 5 francs à Paris en 1849.

## Calcul
La longueur de l'ombre du gnomon dépend de la hauteur du Soleil au-dessus de l'horizon. À midi solaire, l'angle entre l'horizon et la direction du Soleil est égal à la somme de la latitude et de la déclinaison solaire. La déclinaison solaire provient de l'inclinaison de l'axe des pôles sur le plan de l'écliptique et varie entre -23.44° et +23.44° au cours d'une année. L'orbite de la Terre étant très peu excentrique, on peut utiliser une formule simplifiée pour calculer la déclinaison solaire {\displaystyle \delta _{\odot }} :
{\displaystyle \delta _{\odot }=-23.44^{\circ }\cdot \cos \left[{\frac {360^{\circ }}{365}}\cdot \left(N+10\right)\right]}
où {\displaystyle N} est le nombre de jours depuis le 1er janvier à 0 heure UTC.
L'angle que fait la direction du Soleil avec la verticale du lieu, en fonction de l'heure solaire, est donné par :
{\displaystyle \alpha =\arccos(\sin(latitude).sin(\delta _{\odot })+\cos(H).\cos(latitude).\cos(\delta _{\odot }))}
où {\displaystyle H} est l'heure solaire exprimée en degrés
{\displaystyle H=15^{\circ }.(Z-T)-longitude}
avec {\displaystyle Z}, le décalage horaire en heures et {\displaystyle T}, le temps universel coordonné en heures décimales. {\displaystyle H} est nul au midi solaire, est négatif en matinée et positif l'après-midi.
La longueur de l'ombre est égale à la longueur du gnomon divisée par la tangente {\displaystyle \alpha }.